# 기도영
기도영(1991년 10월 5일 ~ )은 대한민국의 배우이다.

## 출연 작품

### 영화
- 《정말 먼 곳》 (2021년) - 문경 역
- 《버티고》 (2019년) - 개발팀직원 2 역
- 《우리 지금 만나》 (2019년) - 북한여직원 역
- 《메소드》 (2017년) - 조연출 역